# Parlatores Wiesenhafer
Parlatores Wiesenhafer (Helictotrichon  parlatorei), auch Staudenhafer oder Parlatore-Staudenhafer genannt, ist ein 40 cm bis 100 cm groß werdendes Süßgras aus der Gattung Wiesenhafer (Helictotrichon) innerhalb der Familie der Süßgräser (Poaceae), das vor allem in den Alpen verbreitet ist.

## Beschreibung

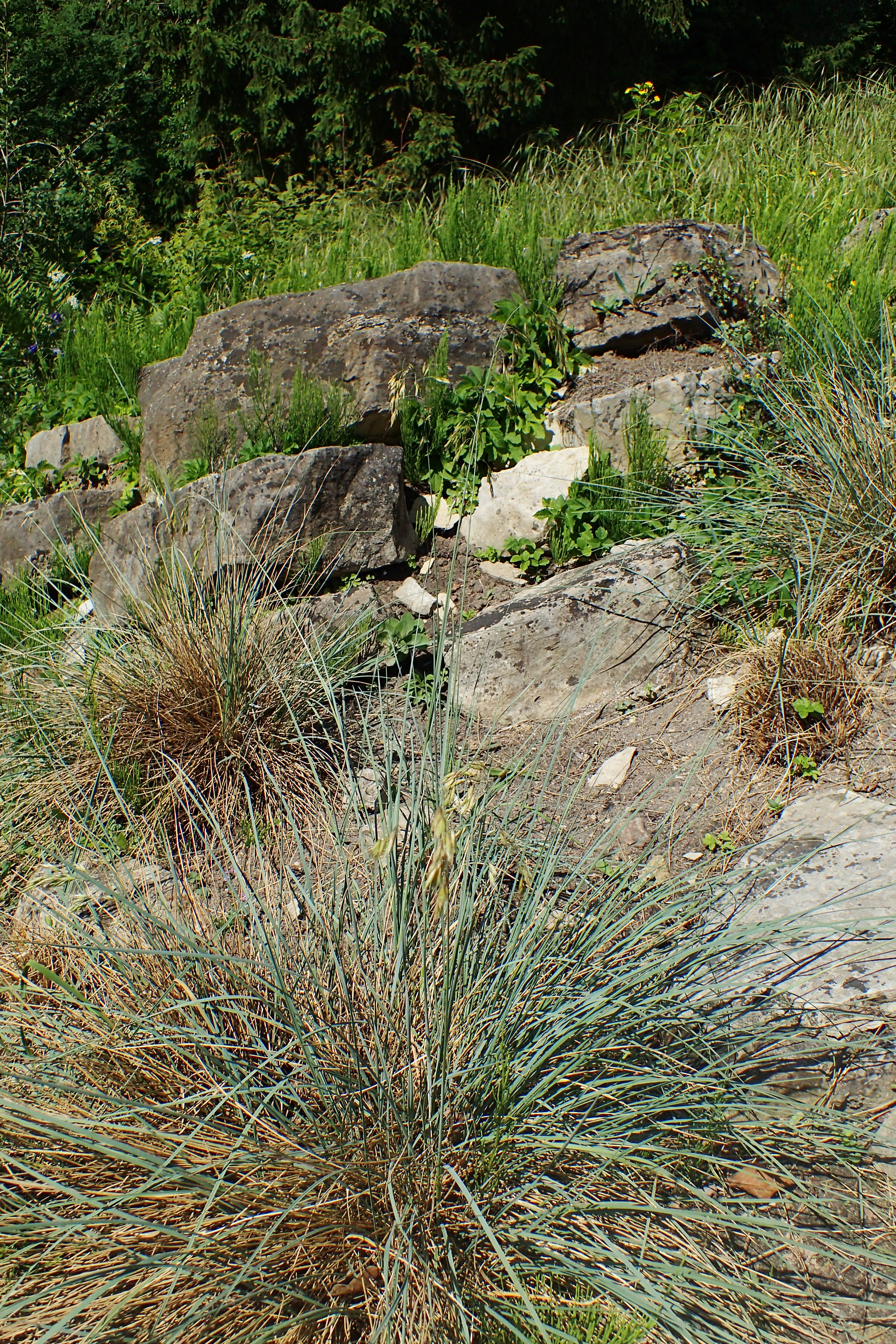
Habitus

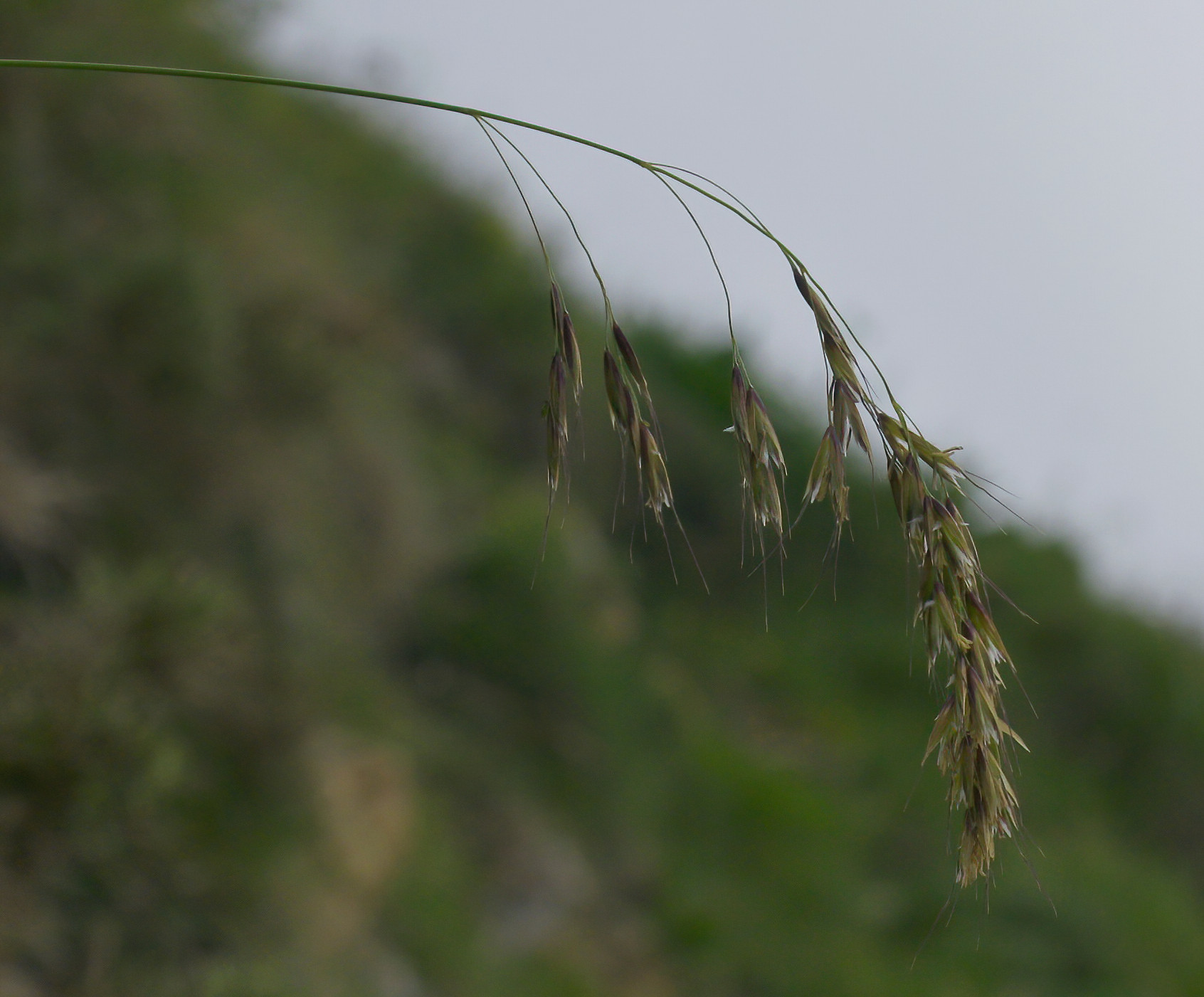
Blütenstand

### Vegetative Merkmale
Parlatores Wiesenhafer ist eine ausdauernde, krautige Pflanze, die Wuchshöhen von 40 bis 100 Zentimetern erreicht. Sie bildet dichte Horste mit kurzen unterirdischen Ausläufern. Die Halme sind kahl, unter der Rispe rau und 2 bis 3 knotig. Die Blattscheiden der Erneuerungssprosse sind kahl oder kurz behaart und bis zum Grund offen. Das spitze Blatthäutchen der Erneuerungssprosse und der Halmblätter sind gleich und werden 3 bis 6 mm lang. Die Blattspreite wird 20 bis 50 cm lang. Sie ist rinnenförmig bis borstenförmig und hat 1 bis 1,2 mm im Durchmesser. Die Spreite ist auf der Oberseite stark gerippt und auf der Unterseite glatt und kahl.

### Generative Merkmale
Die Blütezeit reicht von Juni bis August. Die aufrechte oder etwas übergebogene Rispe wird 9 bis 15 cm lang und setzt sich aus etwa 16 bis 50 Ährchen zusammen. Die Ährchen sind 2–3-blütig und 9 bis 12 mm lang. Sie sind goldgelb gefärbt und oft hellviolett überlaufen. Sie fallen zur Reifezeit gemeinsam mit den Blütchen aus den stehenbleibenden Hüllspelzen aus. Von den Hüllspelzen ist die untere einnervig und 8 bis 10 Millimeter lang; die obere ist dreinervig und 10 bis 12 Millimeter lang. Die Deckspelzen sind sieben-nervig, 7 bis 9 Millimeter lang und etwa in der Mitte auf dem Rücken begrannt. Die Granne ist gekniet und 10 bis 15 Millimeter lang; die Untergranne ist gedreht, die Obergranne ist gerade. Die Vorspelzen sind zweinervig und 7 bis 9 Millimeter lang. Die Staubbeutel sind 4 bis 5 Millimeter lang. Die Früchte sind etwa 5 bis 6 Millimeter lang und im oberen Teil dicht behaart.
Die Chromosomenzahl beträgt 2n = 14.

## Vorkommen
Das Verbreitungsgebiet dieser Art ist in den Alpen von Südfrankreich bis nach Slowenien, in der subalpinen und der unteren alpinen Stufe, besonders in der Krummholzregion zwischen 1500 und 2000 Meter Meereshöhe. Als Standort werden Schutthalden, zerklüftete Felsen und steinige Triften sowie Geröll bevorzugt. Die Art wächst auf trockenen, lockeren und steinigen Kalkböden. Sie kommt ursprünglich in den Alpen von Frankreich, Deutschland, Österreich, Italien und Slowenien vor. In der Schweiz fehlt sie. In Deutschland kommt sie in Südbayern vor.

## Pflanzensoziologie
Parlatores Wiesenhafer ist eine Verbandskennart der Blaugras-Rasen (Seslerion albicantis) und Trennart der Blaugras-Horstseggenhalde (Seslerio-Caricetum sempervirentis). Er kommt auch im Erico-Rhododendretum hirsuti aus dem Verband Erico-Pinion vor.

## Taxonomie
Parlatores Wiesenhafer wurde 1850 von Joseph Woods in The Tourist's Flora S. 405 als Avena parlatorei erstbeschrieben. Die Art wurde 1938 durch Robert Pilger in Repertorium Specierum Novarum Regni Vegetabilis, Band 45, S. 7 als Helictrotrichon parlatorei (J.Woods) Pilg. in die Gattung Helictotrichon versetzt. Ein Synonym ist Avenastrum parlatorei (J.Woods) Beck. Die Artbezeichnung ehrt den aus Sizilien stammenden italienischen Botaniker Filippo Parlatore.